# Hans Jonas

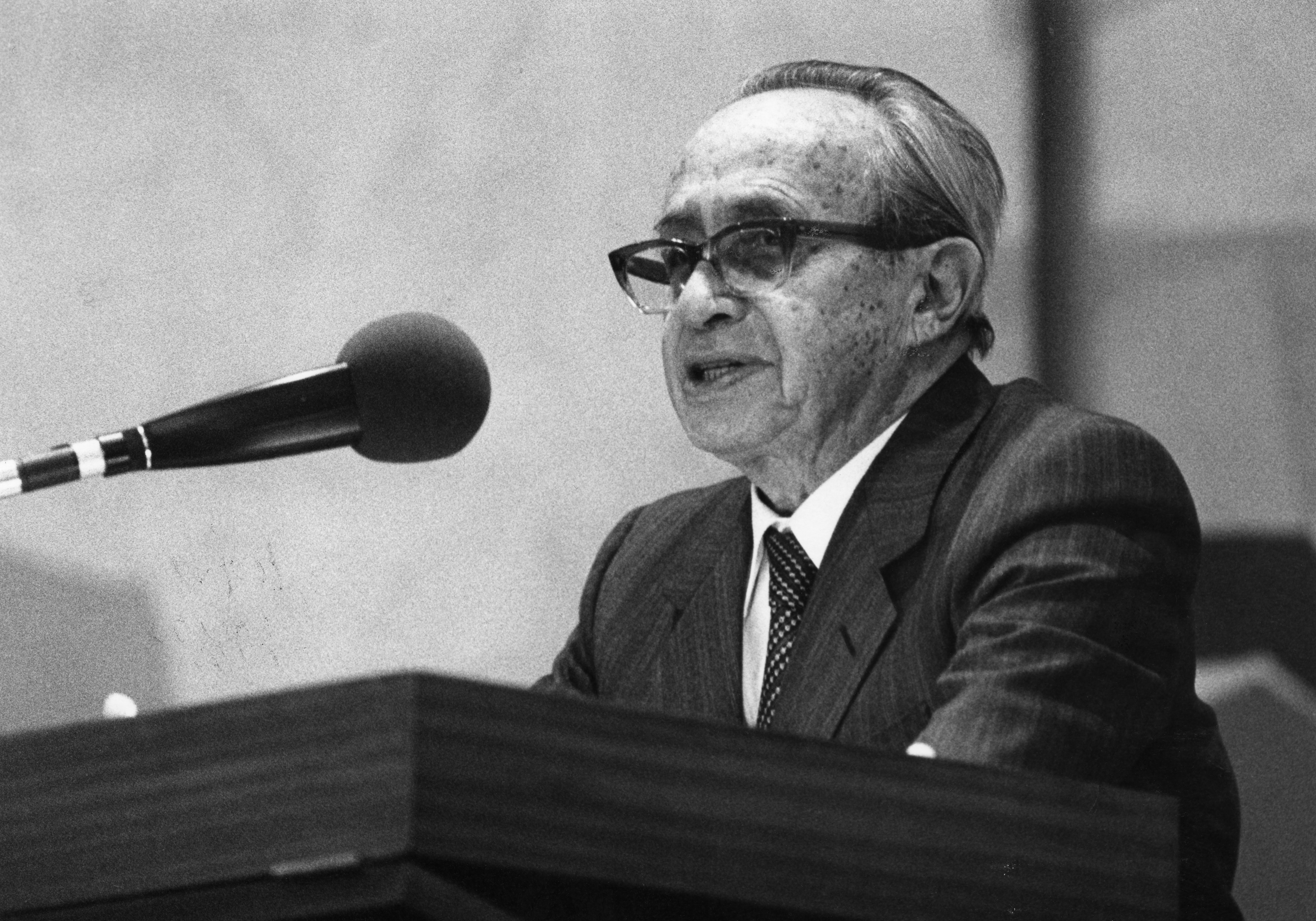
Hans Jonas 1983 an der Universität St. Gallen

Hans Jonas (* 10. Mai 1903 in Mönchengladbach; † 5. Februar 1993 in New Rochelle) war ein deutsch-amerikanischer Philosoph, der von 1955 bis 1976 als Professor an der New School for Social Research in New York lehrte.

## Leben

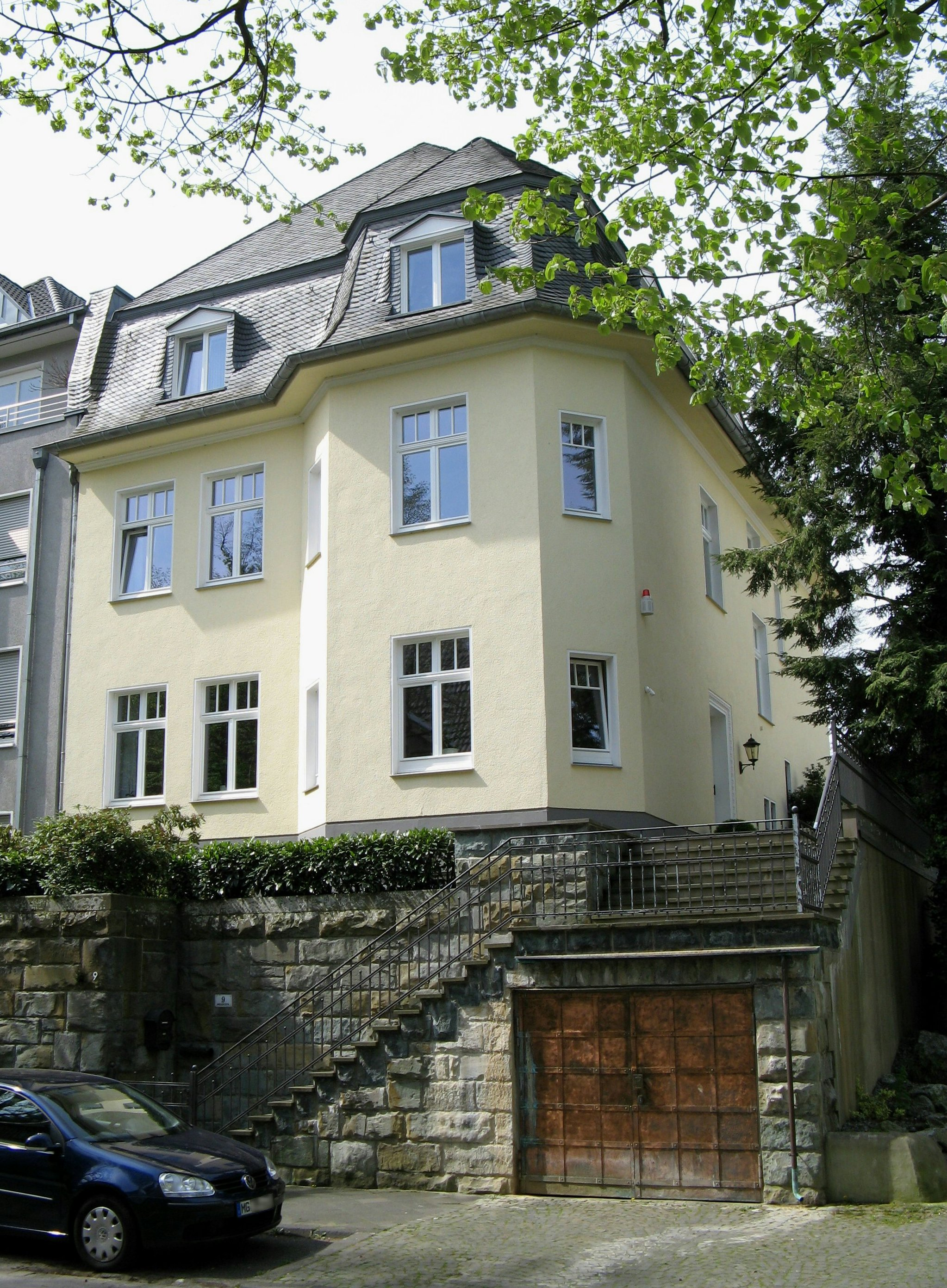
Mönchengladbach, Mozartstraße 9 – hier wuchs Hans Jonas auf.

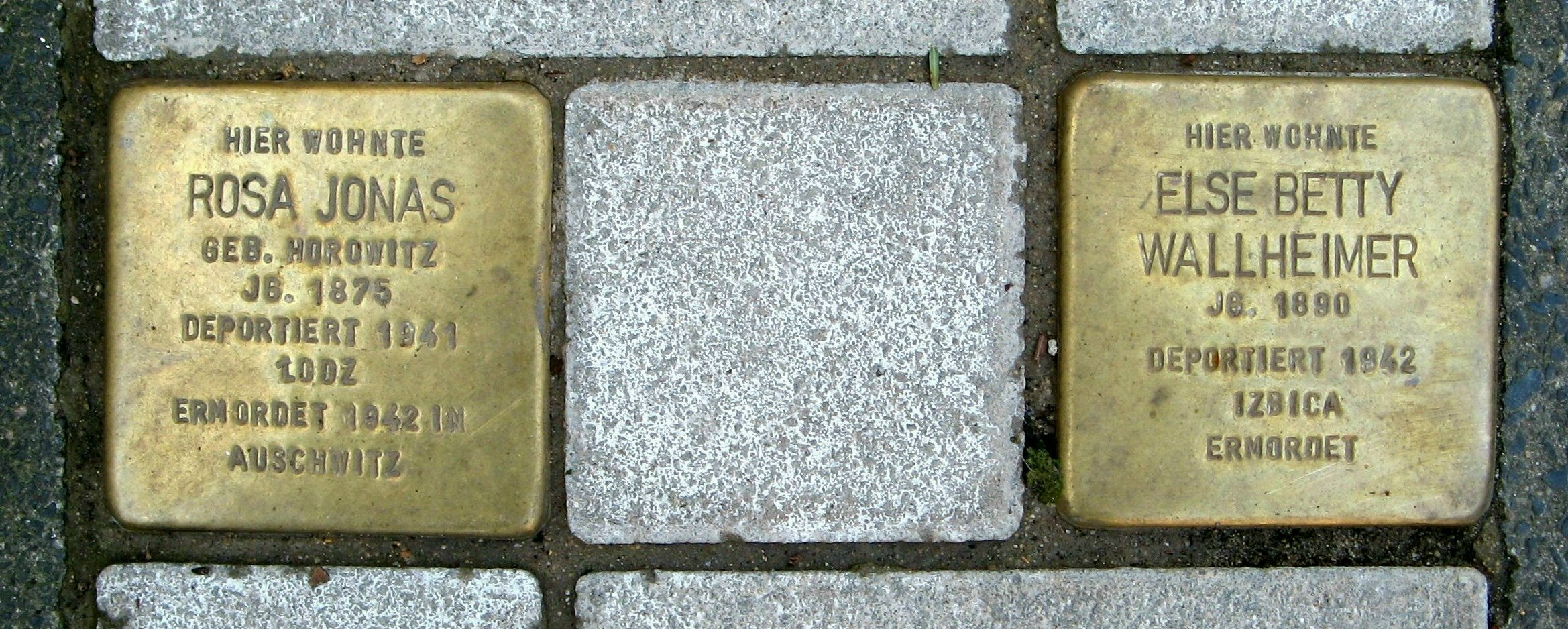
Vor dem Haus befindet sich seit 2008 ein Stolperstein unter anderem für die in Auschwitz ermordete Mutter des Philosophen (links).

Hans Jonas wurde 1903 in Mönchengladbach als Sohn des jüdischen Textilfabrikanten Gustav Jonas und dessen Frau Rosa geboren, der Tochter des Krefelder Oberrabbiners Jakob Horowitz. Hans hatte einen älteren Bruder, Ludwig (1901–1916), und einen jüngeren Bruder, Georg (1906–1994). In seiner Jugend wandte er sich gegen den Willen des Vaters örtlichen zionistischen Organisationen zu. Am Stiftischen Humanistischen Gymnasium in Mönchengladbach legte Jonas 1921 sein Abitur ab. Im Sommersemester desselben Jahres nahm er ein Studium der Philosophie und Kunstgeschichte an der Universität Freiburg auf, wo Edmund Husserl, Martin Heidegger und Jonas Cohn zu seinen Dozenten zählten. Auch begegnete er Karl Löwith.
Im Wintersemester schrieb sich Jonas in Berlin an der Friedrich-Wilhelms-Universität für das Fach Philosophie ein, wo auch Eduard Spranger, Ernst Troeltsch, Hugo Greßmann, Ernst Sellin und Eduard Meyer zu seinen Dozenten zählten. Daneben studierte er Judaistik an der Hochschule für die Wissenschaft des Judentums unter anderem bei Julius Guttmann, Harry Torczyner und Eduard Baneth. Hier begegnete er Leo Strauss und Günther Anders geb. Stern, dem späteren ersten Ehemann von Hannah Arendt. In Berlin wurde er Mitglied der jüdischen Studentenverbindung „Makkabäa Berlin“.
Im März 1923 begann Jonas eine landwirtschaftliche Ausbildung, Hachschara, welche die Alija (Auswanderung nach Palästina) vorbereiten sollte. Im Oktober desselben Jahres beschloss er jedoch, sein Studium fortzusetzen, und kehrte dazu nach Freiburg zurück. Im folgenden Semester folgte er Martin Heidegger, dessen studentischem Zirkel er angehörte, nach Marburg (Lehrer hier unter anderem Rudolf Bultmann). Dort begründete er mit Hannah Arendt eine lebenslange Freundschaft, die lediglich für einige Zeit wegen Auseinandersetzungen über Arendts Werk Eichmann in Jerusalem unterbrochen war. Und Jonas entwickelte sein ständiges Interesse an der Gnosis.
Nachdem sich Jonas 1928 für eine Promotion entschieden hatte, wechselte er kurzzeitig für Studien zwischen den Universitäten Heidelberg, Bonn und Frankfurt, kehrte dann jedoch nach Marburg zurück und begann bei Heidegger die Arbeit an seiner Dissertation Der Begriff der Gnosis. 1930 folgte seine zweite Schrift Augustin und das paulinische Freiheitsproblem. Ein philosophischer Beitrag zur Genesis der christlich-abendländischen Freiheitsidee – ein der Dissertation Arendts Der Liebesbegriff bei Augustin verwandtes Thema.
Nach der Machtergreifung der Nationalsozialisten wanderte Hans Jonas im September 1933 nach London aus, von dort 1935 nach Jerusalem, wo er der Hagana beitrat. Bei Ausbruch des Zweiten Weltkrieges formulierte er einen Kriegsaufruf unter dem Titel Unsere Teilnahme an diesem Kriege. Ein Wort an jüdische Männer und trat den Streitkräften des Vereinigten Königreiches im Rahmen der Jüdischen Brigade (Jewish Brigade Group) bei, wurde zum Flakhelfer ausgebildet und verteidigte danach mit der First Palestine Anti-Aircraft Battery Haifa gegen Luftangriffe aus Damaskus und Beirut. Michael Evenari, der mit ihm zusammen Dienst tat, erinnert sich:

„Da die Engländer auf den Krieg völlig unvorbereitet waren, gab es in Palästina keine englischen Flakkanonen. Unsere Kanonen waren von den Italienern erbeutete kleine Geschütze, die wir »pea shooters« nannten. Wir mußten selber herausfinden, wie sie funktionierten und für sie bessere Zielvorrichtungen erfinden. Dabei zeichnete sich Hans Jonas, ein Doktor der Philosophie und später sehr bekannter Philosophieprofessor in Nordamerika, besonders aus. Er wurde deshalb zum »armourer« befördert.“

1943 heiratete Hans Jonas die aus Regensburg stammende und 1933 mit ihren Eltern nach Palästina emigrierte Lore Weiner (1916–2012), die er am Purimfest 1937 kennengelernt hatte. Sie hatten zusammen drei Kinder: Ayalah (* 1948), Jonathan (* 1950) und Gabrielle (* 1955). Jonas wurde mit der Jüdischen Brigade in Italien eingesetzt. Die Brigade zog von hier aus weiter durch das befreite Italien und später quer durch das besiegte Deutschland nach Belgien und Holland. Im Juli 1945 wurde Jonas mit seinem Verband in Venlo stationiert und konnte so nach Mönchengladbach zurückkehren. Hier erfuhr er von der Ermordung seiner Mutter im KZ Auschwitz. Strenge Einreiseregelungen der Briten hatten verhindert, dass die anderen Mitglieder der Familie Jonas ihm gemeinsam nach Palästina folgen konnten, weshalb Rosa Jonas einem seiner Brüder die Einreiseerlaubnis überlassen hatte.
Im israelischen Unabhängigkeitskrieg diente Jonas in der israelischen Armee. 1949 siedelte er nach Kanada und 1955 schließlich nach New York über. Er war Fellow an der McGill University Montreal und 1950 bis 1954 an der Carleton University Ottawa sowie anschließend Professor an der New School for Social Research in New York. Gastprofessuren hatte er an der Princeton University, Columbia University, University of Chicago und der Ludwig-Maximilians-Universität München inne.
Er starb 1993 im Alter von 89 Jahren in New York. 2003 erschienen anlässlich des 10. Todestags seine Erinnerungen, die nach Gesprächen mit Rachel Salamander von Christian Wiese herausgegeben und mit einem Nachwort versehen worden sind.

## Werk
Jonas beschäftigte sich zunächst vorwiegend mit geistes- und philosophiegeschichtlichen Themen. Dabei galt sein Hauptinteresse der spätantiken Gnosis, die er aus existenzphilosophischer Perspektive als Ausdruck der menschlichen Grunderfahrung einer tiefen Entzweiung von Ich und Welt deutete.
Spätere Arbeiten entwickelten die Konzeption einer philosophischen Biologie, die als ontologisch orientierte Philosophie des Organischen den in Gnosis und Neuzeit gleichermaßen aufbrechenden Dualismus von Subjekt und Objekt, Geist und Materie, Seele und Leib, Freiheit und Notwendigkeit theoretisch zu überwinden versucht. Ihr zufolge bildet das Organische bereits in seinen phylo- und ontogenetisch elementarsten Formen das Geistige vor, während der Geist umgekehrt noch in seinen höchsten und subtilsten Leistungen stets Teil des Organischen bleibt. So wird z. B. die alles Geistige wesentlich kennzeichnende Freiheit als ein im Kern schon im organischen Vorgang des Stoffwechsels angelegtes Prinzip interpretiert, das sich in steter Abhängigkeit von seinen materiellen Grundlagen gleichwohl zu gattungsgeschichtlich immer höher entwickelten Formen entfaltet.
Auf dieser naturphilosophischen Grundlage wandte sich Jonas schließlich zunehmend ethischen Fragestellungen zu, die insbesondere das Verhältnis des Menschen zur Natur und seinen Umgang mit der Technik betrafen. Gegenüber der vorwiegend auf den Menschen als denkendes und handelndes Subjekt bezogenen Ethik der Neuzeit blieb dabei der ontologische Gesichtspunkt bestimmend: Was gut und richtig ist, verdankt sich nicht primär subjektiver Reflexion, sondern ist im Sein selbst gleichsam objektiv vorgezeichnet.
Eines von Jonas’ Hauptwerken erschien 1979 unter dem Titel Das Prinzip Verantwortung – Versuch einer Ethik für die technologische Zivilisation. Aus dem Werk mit dem gegen Ernst Blochs Hauptwerk Das Prinzip Hoffnung gewendeten Titel stammt das bekannte, in der Formulierung an Kants kategorischen Imperativ angelehnte Zitat, das auch als ein ökologischer Imperativ bekannt ist:

„Handle so, daß die Wirkungen deiner Handlung verträglich sind mit der Permanenz echten menschlichen Lebens auf Erden.“

Zuletzt suchte Jonas diesen verantwortungsethischen Ansatz auch für konkrete Anwendungsfelder wie die Ökologie, die Medizin und insbesondere die Biomedizin zu präzisieren. Charakteristisch für sein Denken ist das Prinzip Furcht: Es müsse der schlechten Prognose stets Vorrang vor der guten eingeräumt werden. In die Demokratie hatte er wenig Vertrauen, weshalb er sie in einem autoritären Staat zeitweise aussetzen wollte.
Im Spätwerk wandte sich Jonas wieder vermehrt religionsphilosophischen Fragestellungen zu, die insbesondere die eigene jüdische Tradition einer neuen Lesart unterzogen haben. Von besonderer Bedeutung ist hier sein Beitrag zur Theodizeefrage nach Auschwitz. Um nach dem millionenfachen Mord an den Juden Europas überhaupt noch von Gott sprechen zu können, müsse die Vorstellung von der Allmacht Gottes aufgegeben werden. Gott, der sich in der Erschaffung der Welt ihrem zufälligen, evolutionären Werden ausgesetzt hat, bleibt zwar gütig und steht in Kommunikation zu seiner Schöpfung, doch kann er selbst auf den Weltlauf keinen Einfluss nehmen. Die Verantwortung für das Böse in der Welt trägt infolgedessen der Mensch allein. Um dies zu veranschaulichen, entwarf er „ein Stück unverhüllt spekulativer Theologie“, den selbsterdachten „Mythos eines werdenden und leidenden Gottes“:

„Im Anfang, aus unerkennbarer Wahl, entschied der göttliche Grund des Seins, sich dem Zufall, dem Wagnis und der endlosen Mannigfaltigkeit des Werdens anheimzugeben. Und zwar gänzlich: Da sie einging in das Abenteuer von Raum und Zeit, hielt die Gottheit nichts von sich zurück. (...) Vielmehr, damit Welt sei, und für sich selbst sei, entsagte Gott seinem eigenen Sein; er entkleidete sich seiner Gottheit, um sie zurückzuempfangen von der Odyssee der Zeit, beladen mit der Zufallsernte unvorhersehbarer zeitlicher Erfahrung, verklärt oder vielleicht auch entstellt durch sie. (…) Mit dem Erscheinen des Menschen erwachte die Transzendenz zu sich selbst. (…) Jeder Artenunterschied, den die Evolution hervorbringt, fügt den Möglichkeiten von Fühlen und Tun die eigene hinzu und bereichert damit die Selbsterfahrung des göttlichen Grundes. (…) Die Schöpfung war der Akt der absoluten Souveränität, mit dem sie [Anmerkung: die Gottheit] um des Daseins selbstbestimmter Endlichkeit willen einwilligte, nicht länger absolut zu sein – ein Akt also der göttlichen Selbstentäußerung. (…) Nachdem er sich ganz in die werdende Welt hineingab, hat Gott nichts mehr zu geben: Jetzt ist es am Menschen, ihm zu geben.“

## Würdigung
Für sein Werk erhielt Jonas zahlreiche internationale Auszeichnungen, 1984 den Dr.-Leopold-Lucas-Preis (zusammen mit Fritz Stern), 1987 den Friedenspreis des Deutschen Buchhandels, das Große Bundesverdienstkreuz, die Ehrenbürgerschaft seiner Heimatstadt Mönchengladbach, zahlreiche Ehrendoktorate wie von der Universität Konstanz (Philosophie) und die Verleihung von Ehrenmitgliedschaften in der American Academy of Arts and Sciences (Cambridge/Mass.)
Zu seinem 100. Geburtstag wurde Hans Jonas 2003 posthum mit einer Sondermarke der Deutschen Post (2,20 €) geehrt mit dem Text: « Handle so, dass die Wirkungen deiner Handlung verträglich sind mit der Permanenz echten menschlichen Lebens auf Erden. »

## Zitate
- „Der schlechten Prognose den Vorrang zu geben gegenüber der guten, ist verantwortungsbewusstes Handeln im Hinblick auf zukünftige Generationen.“
- „In ihrem Wetterleuchten aus der Zukunft, im Vorschein ihres planetarischen – globalen – Umfangs und ihres humanen Tiefgangs, werden zuallererst die ethischen Prinzipien entdeckbar, aus denen sich die neuen Pflichten neuer Macht herleiten lassen.“

## Werke (Auswahl)

### Einzelausgaben
- Der Begriff der Gnosis, Marburg, 1930, DNB 570748143, Philosophische Dissertation, Universität Marburg 1928, 52 Seiten, 8° (wurde in Teil 2,1 von Gnosis und spätantiker Geist übernommen).
- Gnosis und spätantiker Geist, es sind nur zwei von drei geplanten Teilen erschienen (Teil 2,2 fehlt):
  - Teil 1: Die mythologische Gnosis. Vandenhoeck & Ruprecht, Göttingen 1934; 4. Auflage (= Forschungen zur Religion und Literatur des Alten und Neuen Testaments, 51, NF.: Heft 33), 1988, ISBN 3-525-53123-0.
  - Teil 2,1: Von der Mythologie zur mystischen Philosophie. Vandenhoeck & Ruprecht, Göttingen 1954; (= Forschungen zur Religion und Literatur des Alten und Neuen Testaments, Heft 159), 1993, ISBN 3-525-53841-3.
- Gnosis: Die Botschaft des fremden Gottes, Verlag der Weltreligionen, Taschenbuch, Frankfurt/Leipzig 2008, ISBN 978-3-458-72008-9.
- Organismus und Freiheit. Ansätze zu einer philosophischen Biologie. Vandenhoeck & Ruprecht, Göttingen 1973, ISBN 3-525-01311-6.
- Das Prinzip Verantwortung. Versuch einer Ethik für die technologische Zivilisation. Insel-Verlag, Frankfurt am Main 1979, ISBN 978-3-458-04907-4.
- mit Dietmar Mieth: Was für morgen lebenswichtig ist. Unentdeckte Zukunftswerte. Herder, Freiburg im Breisgau 1983, ISBN 3-451-19817-7.
- Der Gottesbegriff nach Auschwitz. Eine jüdische Stimme. Suhrkamp, Frankfurt am Main 1987, ISBN 3-518-38016-8.
- Macht oder Ohnmacht der Subjektivität?. Das Leib-Seele-Problem im Vorfeld des Prinzips Verantwortung. Suhrkamp, Frankfurt am Main 1987, ISBN 3-518-38013-3.
- 1987: Technik, Medizin und Ethik. Zur Praxis des Prinzips Verantwortung. Suhrkamp, Frankfurt am Main 1987, ISBN 3-518-38014-1.
- 1988: Materie, Geist und Schöpfung: Kosmologischer Befund und kosmogonische Vermutung. Frankfurt am Main 1988, ISBN 3-518-38080-X.
- 1992: Philosophische Untersuchungen und metaphysische Vermutungen. Suhrkamp, Frankfurt am Main 1992, ISBN 3-518-38779-0.
- 1993: Dem bösen Ende näher. Gespräche über das Verhältnis des Menschen zur Natur. Hrsg. von Wolfgang Schneider. Suhrkamp, 1993, ISBN 3-518-38697-2.
- 1997: Das Prinzip Leben. Ansätze zu einer philosophischen Biologie. Suhrkamp, Frankfurt am Main 1997, ISBN 3-518-39198-4.
- 2003: Erinnerungen. Nach Gesprächen mit Rachel Salamander. Hrsg. und Nachwort Christian Wiese, Insel, Frankfurt am Main 2003, ISBN 3-458-17156-8.

### Werkausgabe
- Kritische Gesamtausgabe. Hrsg. Dietrich Böhler, Michael Bongardt, Holger Burkhart, Christian Wiese und Walther Zimmerli. 5 Abteilungen mit 11 Bänden in 13 Teilbänden. Rombach, Freiburg und Wissenschaftliche Buchgesellschaft, Darmstadt 2010 ff., ISBN 978-3-7930-9515-6.

### Einführung
- Michael Bongardt, Holger Burckhart, John-Stewart Gordon, Jürgen Nielsen-Sikora (Hrsg.): Hans Jonas-Handbuch: Leben – Werk – Wirkung. Metzler, Stuttgart 2021, ISBN 978-3-476-05722-8.
- Jürgen Nielsen-Sikora: Hans Jonas. Für Freiheit und Verantwortung. Wissenschaftliche Buchgesellschaft, Darmstadt 2017, ISBN 978-3-534-74319-3.
- Franz Josef Wetz: Hans Jonas zur Einführung. Junius, Hamburg 1994.
  - Neuauflage: Hans Jonas. Eine Einführung. Panorama, Wiesbaden 2005, ISBN 3-926642-69-6.
- Christian Wiese: Hans Jonas. Zusammen Philosoph und Jude. Jüdischer Verlag im Suhrkamp Verlag, Frankfurt am Main 2003, ISBN 3-633-54194-2.

### Leben, Werk und Einzelaspekte
- Dietrich Böhler (Hrsg.): Ethik für die Zukunft. Im Diskurs mit Hans Jonas. Beck, München 1994, ISBN 3-406-38655-5.
- Dietrich Böhler: Verantwortung für das Menschliche. Hans Jonas und die Ethik in der Medizin Hans-Jonas-Gedenkvorlesung. Palm & Enke, Erlangen, Jena 1998, ISBN 3-7896-0589-1
- Dietrich Böhler, Jens Peter Brune (Hrsg.): Orientierung und Verantwortung. Begegnungen und Auseinandersetzungen mit Hans Jonas. Königshausen & Neumann Verlag, Würzburg 2004, ISBN 3-8260-2816-3.
- Dietrich Böhler (Hrsg.): Hans Jonas. Fatalismus wäre Todsünde. Gespräche über Ethik und Mitverantwortung im dritten Jahrtausend. LIT, Münster 2005, ISBN 3-8258-7573-3.
- Gero von Boehm: Hans Jonas. 2. September 1987. Interview. In: Begegnungen. Menschenbilder aus drei Jahrzehnten. Collection Rolf Heyne, München 2012, ISBN 978-3-89910-443-1, S. 159–166.
- Eva Buddeberg: Verantwortung im Diskurs. Grundlinien einer rekonstruktiv-hermeneutischen Konzeption moralischer Verantwortung im Anschluss an Hans Jonas, Karl-Otto Apel und Emmanuel Lévinas. De Gruyter, Berlin 2011, ISBN 978-3-11-025146-3.
- David Dambitsch: „Erziehung zur Scham wider die Zerstörung der Natur“ Der Religions- und Technikphilosoph Hans Jonas, RIAS-Berlin, Kulturzeit am Sonntag, 5. Juli 1992.
- Wolfgang Fasching: Jonas, Hans. In: Biographisch-Bibliographisches Kirchenlexikon (BBKL). Band 15, Bautz, Herzberg 1999, ISBN 3-88309-077-8, Sp. 763–773 (Artikel/Artikelanfang im Internet-Archive).
- Michael Hackl: Freiheit als Prinzip. Schellings absoluter Idealismus der Mitwissenschaft als Antwort auf die metaphysischen und ethischen Problemhorizonte bei Hans Jonas, Vittorio Hösle und Klaus Michael Meyer-Abich. Vandenhoeck & Ruprecht, Göttingen 2020, ISBN 978-3-8471-1049-1.
- Klaus Harms: Hannah Arendt und Hans Jonas. Grundlagen einer philosophischen Theologie der Weltverantwortung. WiKu Verlag, Berlin 2003, ISBN 3-936749-84-1.
- Holger Hintzen: Paul Raphaelson und Hans Jonas. Ein jüdischer Kapo und ein bewaffneter Philosoph im Holocaust. Greven, Köln 2012, ISBN 978-3-7743-0496-3[11]
- Gertrude Hirsch Hadorn: Umwelt, Natur und Moral. Eine Kritik an Hans Jonas, Georg Picht und Vittorio Hösle. Karl Alber, Freiburg im Breisgau, München 2000, ISBN 3-495-47976-7.
- Eric Jakob: Martin Heidegger und Hans Jonas. Die Metaphysik der Subjektivität und die Krise der technologischen Zivilisation. Franke, Tübingen 1996, ISBN 3-7720-2076-3.
- Alexander Klier: Umweltethik: Wider die ökologische Krise. Ein kritischer Vergleich der Positionen von Vittorio Hösle und Hans Jonas. Tectum, Marburg 2007, ISBN 978-3-8288-9391-7.
- Udo Lenzig: Das Wagnis der Freiheit. Der Freiheitsbegriff im philosophischen Werk von Hans Jonas aus theologischer Perspektive (Forum Systematik. Beiträge zur Dogmatik, Ethik und ökumenischen Theologie, Band 28), Kohlhammer, Stuttgart 2006, ISBN 3-17-019550-6.
- Alfons Matheis: Diskurs als Grundlage der politischen Gestaltung. Das politisch-verantwortungsethische Modell der Diskursethik als Erbe der moralischen Implikationen der Kritischen Theorie Max Horkheimers im Vergleich mit dem Prinzip Verantwortung von Hans Jonas. Rörig, St. Ingbert 1996, ISBN 3-86110-100-9.
- Wolfgang Erich Müller: Der Begriff der Verantwortung bei Hans Jonas. Athenäum, Frankfurt 1988, ISBN 3-610-09114-2.
- Wolfgang Erich Müller: Hans Jonas. Von der Gnosisforschung zur Verantwortungsethik. Kohlhammer, Stuttgart 2003, ISBN 3-17-017178-X
- Wolfgang Erich Müller: Hans Jonas. Philosoph der Verantwortung. Wissenschaftliche Buchgesellschaft, Darmstadt 2008, ISBN 978-3-534-17534-5.
- Frank Niggemeier: Pflicht zur Behutsamkeit? Hans Jonas' naturphilosophische Ethik für die technologische Zivilisation. Königshausen & Neumann, Würzburg 2002, ISBN 3-8260-2282-3
- Sebastian Poliwoda: Versorgung von Sein. Die philosophischen Grundlagen der Bioethik bei Hans Jonas. Olms, Hildesheim 2005, ISBN 3-487-12993-0.
- Jörg Schubert: Das 'Prinzip Verantwortung' als verfassungsstaatliches Rechtsprinzip. Rechtsphilosophische und verfassungsrechtliche Betrachtungen zur Verantwortungsethik von Hans Jonas Nomos, Baden-Baden 1998, ISBN 3-7890-5697-9.
- Ruth Schwerdt: Eine Ethik für die Altenpflege. Ein transdisziplinärer Versuch aus der Auseinandersetzung mit Peter Singer, Hans Jonas und Martin Buber. Huber, Bern 1998, ISBN 3-456-82841-1.
- Ralf Seidel, Roman Seidel: Hans Jonas. Mönchengladbach 1997.[12]
- Ralf Seidel, Meiken Endruweit (Hrsg.): Das Prinzip Zukunft. Im Dialog mit Hans Jonas. Mentis, Stuttgart 2007, ISBN 978-3-89785-233-4
- Jürgen Sikora: Mit-Verantwortung. Hans Jonas, Vittorio Hösle und die Grundlagen normativer Pädagogik. Gata, Eitorf 1999, ISBN 3-932174-45-3
- Christian Wiese, Eric Jacobson (Hrsg.): Weiterwohnlichkeit der Welt. Zur Aktualität von Hans Jonas. Philo, Berlin 2003, ISBN 3-8257-0337-1
- Bernd Wille: Ontologie und Ethik bei Hans Jonas. Röll, Dettelbach 2002, ISBN 3-927522-54-6
- Walther Christoph Zimmerli: Technologie als „Kultur“. Olms, Hildesheim 2005, ISBN 3-487-12817-9
- Andreas Großmann (Hrsg.): Rudolf Bultmann. Briefwechsel mit Hans Jonas 1928–1976. Mit einem Anhang anderer Zeugnisse. Mohr Siebeck, Tübingen 2020, ISBN 978-3-16-159284-3.
- Andreas Großmann, Malte Dominik Krüger (Hrsg.): Hans Jonas und die Marburger Hermeneutik. Klostermann, Frankfurt am Main, ISBN 978-3-465-00308-3.

### Gottesbegriff und Theodizee
- Wolfgang Baum: Gott nach Auschwitz. Reflexionen zum Theodizeeproblem im Anschluß an Hans Jonas. Schöningh, Paderborn u. a. 2003, ISBN 3-506-70136-3.
- Thomas Schieder: Weltabenteuer Gottes. Die Gottesfrage bei Hans Jonas. 2. Auflage. Schöningh, Paderborn u. a. 1998, ISBN 3-506-70198-3.
- Andreas Urs Sommer: Gott als Knecht der Geschichte. Hans Jonas' „Gottesbegriff nach Auschwitz“. In: Theologische Zeitschrift. 51 (1995), S. 340–356.